# 哈特曼环形山
哈特曼环形山（Hartmann）是月球背面位于巨大的门捷列夫环形山西南侧边缘上的一座年轻大撞击坑，约形成于39.2-38.5亿年前的酒海纪，其名称取自德国天文学家约翰内斯·弗朗茨·哈特曼（1865年-1936年），1970年被国际天文学联合会正式批准接受。

## 描述

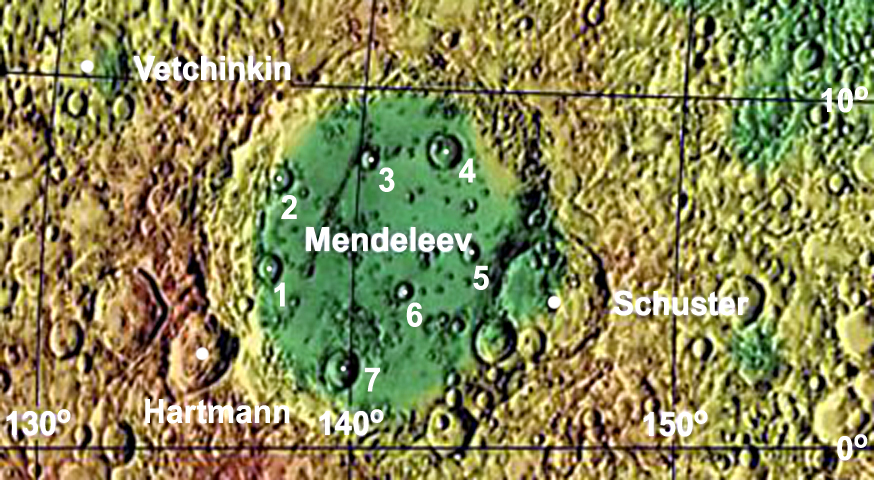
哈特曼环形山周边图，LAC-66 月图。

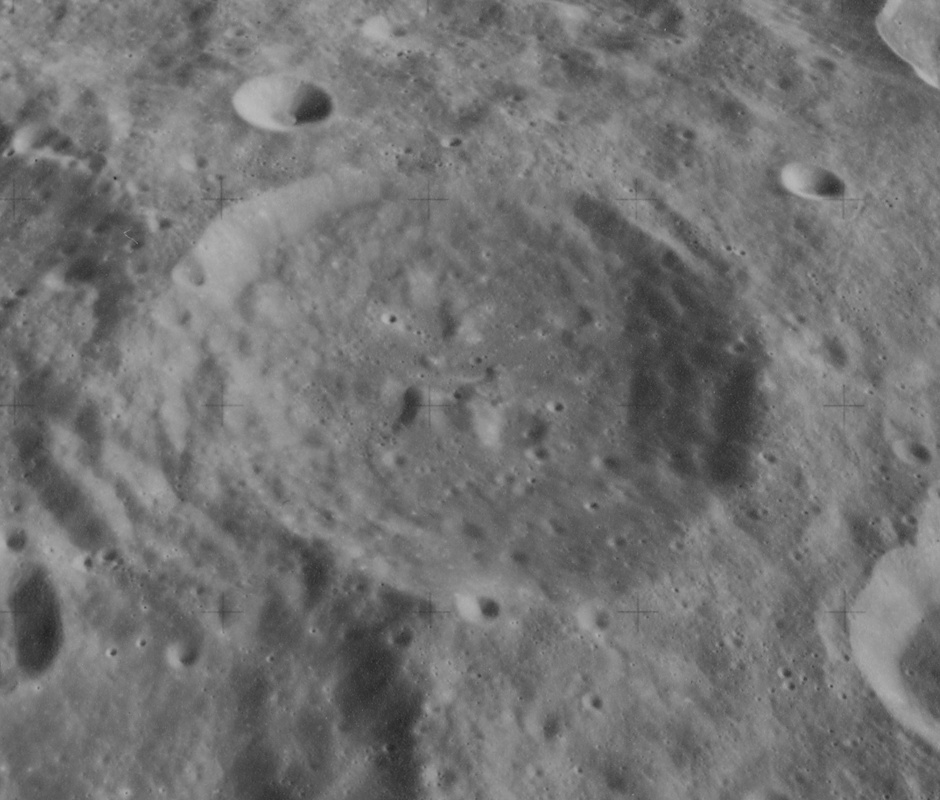
阿波罗16号拍摄的南向斜视图

该陨坑西北毗邻格林环形山、东北面靠近莫瓦桑陨石坑、东北偏东为本尼迪陨石坑、格拉泽纳普陨石坑位于它的东南、西南则是普拉格环形山。格里高利链坑紧贴着哈特曼环形山的西南壁；而门捷列夫链坑（Catena Mendeleev）则横亘在它的东北方。该环形山的中心月面坐标为2°43′N 135°27′E / 2.71°N 135.45°E，直径63.3公里，深度2.7公里。
哈特曼环形山外形略呈卵状，东侧稍有外凸。由于其东侧内壁坡更宽，使得坑底中心略显西偏。陨坑壁平均高出周边地形1220米，内部容积约3200立方千米。坑内底部形状也呈椭圆形，且表面崎岖不平。
在1970年得到正式名称前，该环形山曾被称为“陨石坑 217”。

## 卫星陨石坑

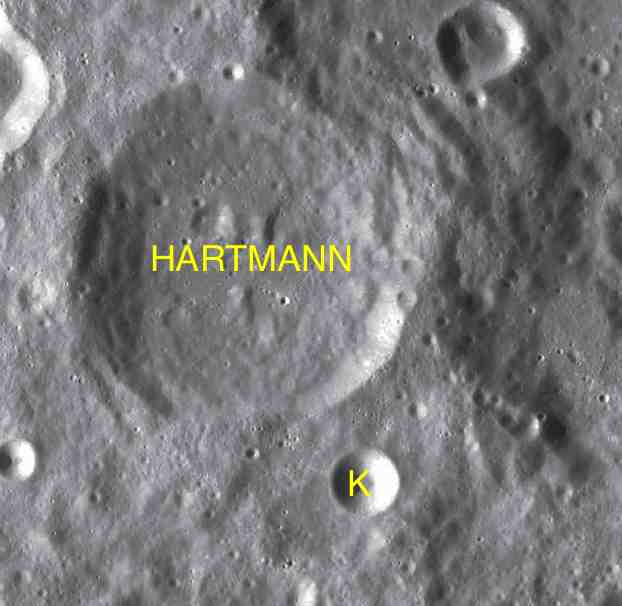
LAC-66 月图

按惯例，最靠近哈特曼环形山的卫星坑在月图上以字母标注在该坑中心点的旁边。
| 哈特曼 | 纬度   | 经度     | 直径    |
| ------ | ------ | -------- | ------- |
| K      | 1.8° N | 136.0° E | 13 公里 |

## 另请参阅
- Andersson, L. E.; Whitaker, E. A. . NASA RP-1097. 1982.
- Blue, Jennifer. . USGS. July 25, 2007  [2007-08-05]. （原始内容存档于2012-04-08）.
- Bussey, B.; Spudis, P. . New York: Cambridge University Press. 2004. ISBN 978-0-521-81528-4.
- Cocks, Elijah E.; Cocks, Josiah C. . Tudor Publishers. 1995. ISBN 978-0-936389-27-1.
- McDowell, Jonathan. . Jonathan's Space Report. July 15, 2007  [2007-10-24]. （原始内容存档于2012-05-26）.
- Menzel, D. H.; Minnaert, M.; Levin, B.; Dollfus, A.; Bell, B. . Space Science Reviews. 1971, 12 (2): 136–186. Bibcode:1971SSRv...12..136M. doi:10.1007/BF00171763.
- Moore, Patrick. . Sterling Publishing Co. 2001. ISBN 978-0-304-35469-6.
- Price, Fred W. . Cambridge University Press. 1988. ISBN 978-0-521-33500-3.
- Rükl, Antonín. . Kalmbach Books. 1990. ISBN 978-0-913135-17-4.
- Webb, Rev. T. W.  6th revised. Dover. 1962. ISBN 978-0-486-20917-3.
- Whitaker, Ewen A. . Cambridge University Press. 1999. ISBN 978-0-521-62248-6.
- Wlasuk, Peter T. . Springer. 2000. ISBN 978-1-85233-193-1.